# نخن
نِخِن (به عربی: نخن) یک منطقهٔ مسکونی در مصر است.